# Коцебу, Павел Евстафьевич

Благодарная мореходка Российским меценатам

Граф (с 1874) Па́вел Евста́фьевич Коцебу́ (нем. Paul Demetrius Graf von Kotzebue; 1801—1884) — русский военный и государственный деятель, генерал от инфантерии (1859), генерал-адъютант (1847). Особенно отличился в ходе русско-турецкой войны 1828—1829 годов, во время Польской кампании 1831 года и при обороне Севастополя. Член Государственного совета (1863—1884).
В 1862—1870 гг. — генерал-губернатор Новороссии и Бессарабии, а также командующий войсками Одесского военного округа. В 1874—1880 годах — Варшавский генерал-губернатор и командующий войсками Варшавского военного округа.

## Биография
Один из 18 детей известного драматурга Августа Коцебу, родился 10 августа 1801 года, воспитывался в Санкт-Петербурге в гимназии.
В 1819 году Коцебу поступил на службу колонновожатым в Свиту Его Императорского Величества по квартирмейстерской части и в следующем году, по окончании московского училища колонновожатых был произведён в прапорщики.
В сентябре 1821 года Коцебу был командирован на Кавказ в распоряжение А. П. Ермолова, и за отличие в делах с горцами получил чин поручика и ордена Святой Анны 4-й и 2-й степеней; в 1826—1828 гг. Коцебу принимал участие в войне с Персией и был награждён орденами Святого Владимира 4-й степени с бантом и Святой Анны 2-й степени с мечами.
Следующие войны также принесли Коцебу ряд наград: русско-турецкая война 1828-1829 гг. — чин капитана и орден Святого Георгия 4-й степени (28 января 1830 года, за отличие при осаде Силистрии); Польское восстание 1831 г. — золотое оружие с надписью «За храбрость» и чин полковника.
В 1837 году Коцебу был назначен начальником штаба отдельного Кавказского корпуса. 3 апреля 1838 года был произведён в генерал-майоры. 19 января 1843 года зачислен в свиту Его Императорского Величества. 23 марта 1847 года был произведён в генерал-лейтенанты и в том же году 2 октября был пожалован в генерал-адъютанты за отличие при штурме аула Салты.
С началом Крымской войны Коцебу был назначен начальником штаба Дунайской армии. 11 марта 1854 г. при переправе у Браилова через Дунай Коцебу командовал десантным отрядом и успешно занял неприятельские укрепления; в апреле за осаду Силистрии он получил золотую шпагу с надписью «За храбрость», украшенную бриллиантами.
23 февраля 1855 г. Коцебу был назначен начальником штаба Южной армии и всех сухопутных и морских сил, расположенных в Крыму. Во время осады Севастополя он неоднократно лично руководил вылазками и за мужество и храбрость, о которых свидетельствуют даже неблагоприятно отзывавшиеся вообще о Коцебу участники обороны (например, П. К. Меньков), был награждён 13 сентября 1855 года орденом Святого Георгия 3-й степени.

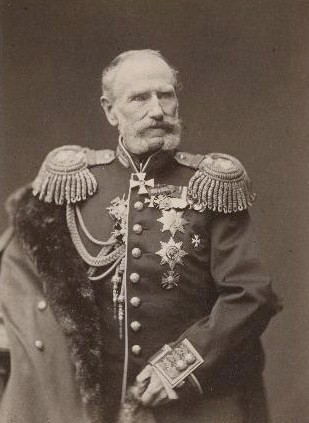
Граф П. Е. Коцебу

С 1855 г. по 1859 г. Коцебу последовательно занимал должности командира 5-го армейского корпуса и начальника штаба 1-й армии. В это же время он был назначен шефом 60-го пехотного Замосцкого полка. 8 сентября 1859 г. произведён в генералы от инфантерии.
2 декабря 1862 года Коцебу занял пост новороссийского и бессарабского генерал-губернатора и командующего войсками Одесского военного округа. 25 октября 1863 года назначен членом Государственного совета с оставлением в должностях генерал-губернатора и командующего войсками.
В 1866 году в честь П. Е. Коцебу был назван двухпалубный товаро-пассажирский колесный пароход «Генерал Коцебу», построенный по заказу Русского общества пароходства и торговли на верфи «C. Mitchell & С°» в Ньюкасл-апон-Тайне. 28 октября 1866 года он был награждён орденом Святого Андрея Первозванного.
12 марта 1870 года, в день пятидесятилетия служения его в офицерских чинах, получил алмазные знаки к ордену Святого Андрея Первозванного. С 11 января 1874 года по 18 мая 1880 года он был варшавским генерал-губернатором и командующим войсками Варшавского военного округа. 29 июня 1874 года пожалован графским титулом.
В октябре 1881 года, с началом периода контрреформ, Коцебу по высочайшему повелению был избран председателем особой комиссии, образованной для пересмотра всей «милютинской» системы военного управления. Комиссия не усмотрела в ней никаких существенных дефектов и предложила лишь некоторые изменения, касающиеся в  основном системы военного образования, которые и были осуществлены.
Умер 19 апреля 1884 г. в Ревеле.

## Награды
- Орден Святой Анны 4-й степени (09.09.1822)
- Орден Святого Владимира 4-й степени с бантом (09.09.1827)
- Орден Святой Анны 2-й степени (25.01.1828)
- Орден Святого Георгия 4-й степени за отличие при взятии Силистрии (28.01.1830)
- Золотая шпага с надписью «За храбрость» (19.05.1832)
- Знак отличия за военное достоинство 3-й степени (1832)
- Орден Святого Владимира 3-й степени (18.12.1835)
- Орден Святого Станислава 1-й степени (01.11.1839)
- Орден Святой Анны 1-й степени (06.12.1841)
- Императорская корона к ордену Святой Анны 1-й степени (29.05.1845)
- Орден Святого Владимира 2-й степени (06.12.1848)
- Орден Белого орла (11.11.1850)
- Орден Святого Александра Невского (25.06.1852)
- Бриллиантовые знаки к ордену Святого Александра Невского (21.03.1854)
- Золотая шпага с надписью "За храбрость", украшенная алмазами (1854)
- Орден Святого Георгия 3-й степени за отличие при обороне Севастополя (13.09.1855)
- Орден Святого Владимира 1-й степени с мечами (26.08.1856)
- Орден Святого Андрея Первозванного (28.10.1866)
- Бриллиантовые знаки к ордену Святого Андрея Первозванного (12.03.1870)

Иностранные:
- Персидский орден Льва и Солнца 2-го класса (1828)
- Прусский орден Красного орла 2-го класса (1834)
- Прусский орден Святого Иоанна Иерусалимского (1835)
- Персидский орден Льва и Солнца 1-го класса (1849)
- Прусский орден Красного орла 1-го класса (1858)
- Французский орден Почётного легиона 2-го класса со звездой (1858)
- Саксен-Веймарский орден Белого сокола (1860)
- Бриллиантовые украшения к Прусскому ордену Красного орла 1-го класса (1860)
- Австрийский орден Леопольда 1-го класса (1860)
- Турецкий орден Меджидие 1-го класса (1864)
- Итальянский орден Святых Маврикия и Лазаря, большой крест (1868)
- Бельгийский орден Леопольда I, большой крест (1870)
- Черногорский орден князя Даниила I 1-го класса (1871)
- Греческий орден Спасителя, большой крест (1871)

## Отзывы современников
Современники следующим образом отзываются о Коцебу: П. К. Меньков, отмечая в своих «Записках», что Коцебу был очень малого роста — 2 аршина без вершка (около 138 см), что его «фигурка была чисто вымытая, выбритая, приглаженная, с безжизненными глазами, со всегдашнею неизменною улыбкою», говорит, что на Кавказе Коцебу приобрёл «громоздкую» репутацию и очень покровительствовал «немцам»; вообще характеристика Коцебу у Менькова крайне отрицательная. Также и П. Д. Паренсов изображает Коцебу человеком, пристрастным ко всему немецкому и очень высокомерным с русскими.

## Семья

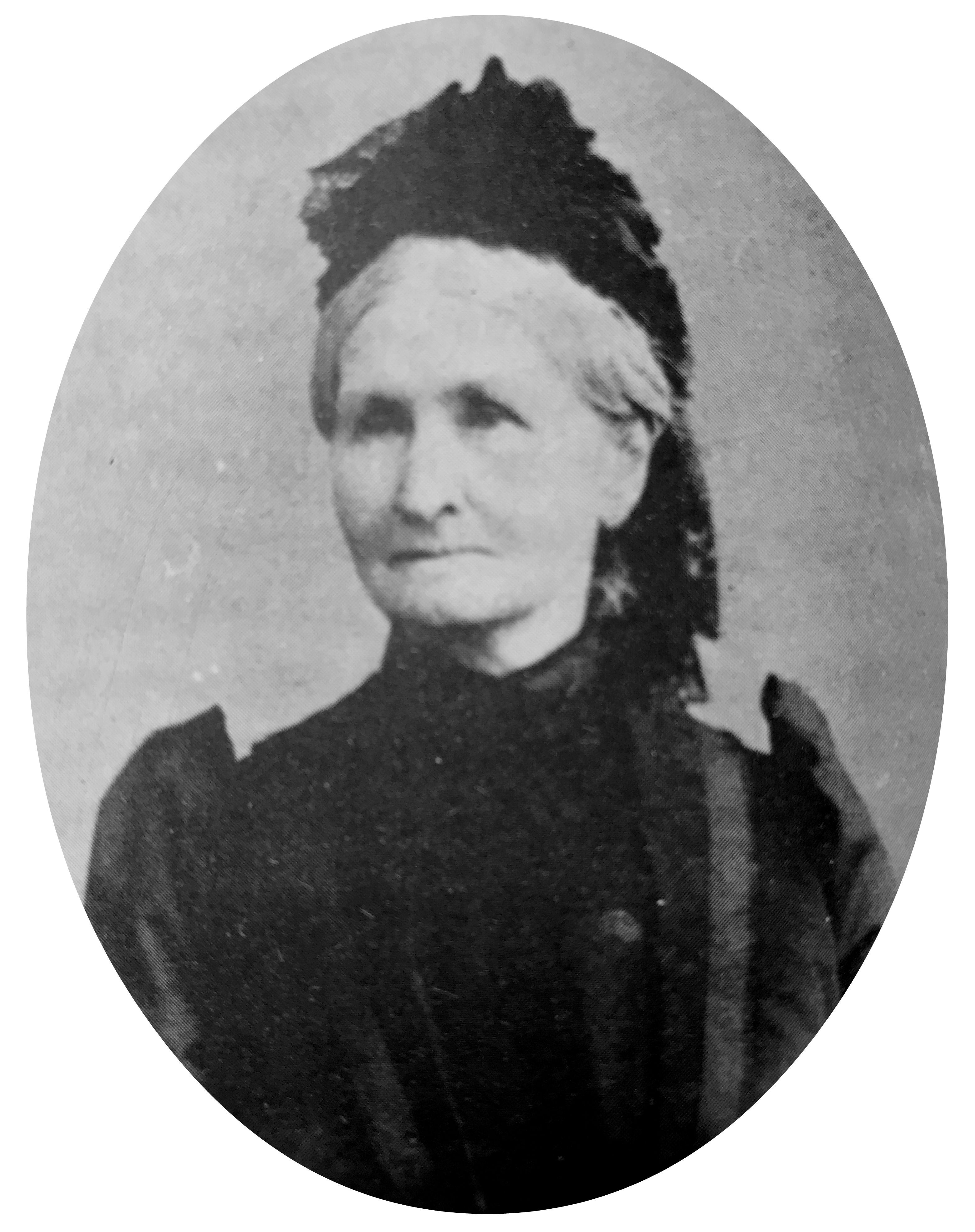
Графиня Елизавета Коцебу

С 17 сентября 1837 года был женат на графине Елизавете Петровне Мантейфель (Вильгельмина Элиза; 08.09.1818—28.05.1902), дочери графа Петра Августа фон-Мантейфеля (1768—1842). Свадьба была в фамильной усадьбе её отца Равила. По словам современника, графиня Коцебу говорила на ломаном русском языке, была женщина гордая и свысока смотрела на окружающих. Она имела огромное влияние на мужа и вмешивалась во все его дела. Говорили, что делом графини была  отставка князя А. К. Имеретинского с должности начальника окружного штаба из-за конфликта с его женой. Так же под её давлением баронесса Меллер-Закомельская сложила с себя звание председательницы дамского комитета Красного Креста в Варшаве, а Коцебу сделалась председательницей. Она не любила и презирала все русское и потому, все кто не говорил по-немецки, не пользовались её расположением. За заслуги мужа была пожалована в кавалерственные дамы ордена св. Екатерины (малого креста) (18.06.1855) и в статс-дамы двора (1875). Скончалась в мае 1902 года в Ревеле. В браке было четыре дочери, лютеранского вероисповедания:
- Луиза Кристина (1838—1870), в первом браке (с 1854) замужем за Эдуардом фон Ренне, разведясь с ним, стала женой (с 1867)  графа Луи Фестетиц-фон-Тольна.
- Ольга Анна Паулина (1842—1931), замужем за бароном Константином фон Розеном.
- Мария Агнесса (1844—1872), замужем (с 1864) за Павлом фон Багговутом (1838-?), сыном Карла Фердинанда Августа фон Багговута. брак бездетный.
- Александра Матильда (1849—1943), фрейлина двора, замужем (с 1871) за бароном Фёдором Карловичем Пилар-фон-Пильхау (1848—1911), он служил в Ростове-на-Дону градоначальником. В 1878 году ей и её мужу было позволено именоваться графами Коцебу-Пилар-фон-Пильхау. Второй граф Коцебу был сыном генерал-лейтенанта К. Ф. Пилар фон Пильхау от брака с внучкой фельдмаршала М. И. Кутузова.

## Память
- Именем генерал-адьютаната графа Павла Евстафьевича Коцебу были названы Ростовские-на-Дону мореходные классы (1876-1902 г.г.), затем приготовительная школа при Училище дальнего плавания (1902-1905 г.г.) и Объединённом училище дальнего плавания и судовых механиков торгового флота (1905-1911 г.г.).
- Именем Павла Евстафьевича Коцебу был назван товаро-пассажирский пароход Русского общества пароходства и торговли.
- В Одессе имя генерала П. Е. Коцебу носит мост через Карантинную балку[5]